# Janusz Pelc (historyk literatury)

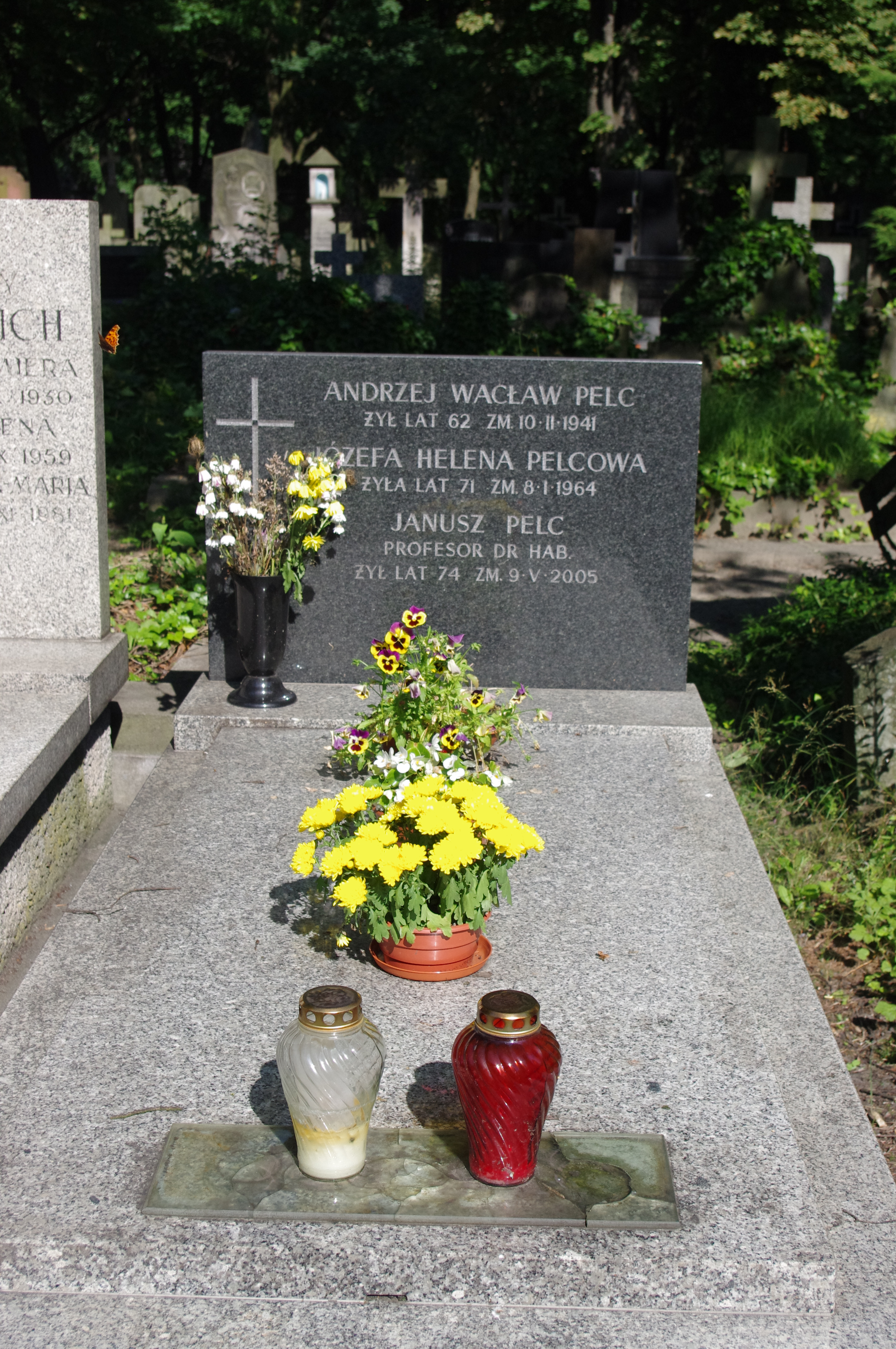
Grób historyka Janusza Pelca na Starych Powązkach w Warszawie

Janusz Pelc (ur. 5 września 1930 w Warszawie, zm. 9 maja 2005) – uczony polski, historyk literatury polskiej, badacz epok dawnych, zwłaszcza renesansu i baroku, edytor, organizator życia naukowego, profesor zwyczajny. Członek PAU, Towarzystwa Naukowego Warszawskiego i polskiego PEN Clubu.

## Życiorys
Ukończył filologię polską na Uniwersytecie Warszawskim. W 1952 podjął pracę naukową w Instytucie Badań Literackich PAN, zakładając tam Pracownię Literatury Renesansu i Baroku, którą kierował. Od 1981 pracował etatowo na UW, kierując Zakładem Literatury Staropolskiej i Oświecenia w Instytucie Literatury Polskiej. Obok pracy twórczej rozwijał działalność w zakresie organizacji życia naukowego, m.in. jako pomysłodawca i współtwórca kilkunastu konferencji, które owocowały książkami zbiorowymi. Pośród jego bliskich współpracowników byli profesorowie i młodsi historycy literatury z wszystkich polskich ośrodków uniwersyteckich, także historyk sztuki Janusz Pasierb, a w sprawach edytorstwa – Konrad Górski. Miał rozległe międzynarodowe kontakty naukowe, zaprzyjaźniony był z nim Claude Backvis.
Był członkiem zwyczajnym Towarzystwa Naukowego Warszawskiego (od 1982 r.) i członkiem krajowym czynnym Polskiej Akademii Umiejętności.
Był zaprzyjaźniony z poetą Janem Twardowskim, który w 1964 udzielił mu ślubu z Pauliną Buchwald-Pelcową, historyczką literatury dawnej i bibliotekoznawczynią.
Pochowany na cmentarzu Powązkowskim (kwatera 108-6-20).

## Dorobek naukowy
Jako historyk literatury rozwijał badania nakierowane na filologiczne studium tekstu, także jednak na interpretację, rozumianą jako rzetelne rozpoznanie sensu dzieła. Zajmował postawę komparatystyczną, rozpatrując polską literaturę na rozległym tle kultury europejskiej. Prowadził często studia interdyscyplinarne, otwarte zwłaszcza na historię sztuki.
Najwcześniej zajął go renesans. Przedmiotem fascynacji i wieloletnich badań Janusza Pelca był Jan Kochanowski, któremu poświęcił najpierw rozprawę doktorską o oddziaływaniu poety na literaturę polską (Jan Kochanowski w tradycjach literatury polskiej), a po latach obszerną, nowatorską w zakresie ustaleń i wznawianą, monografię (Jan Kochanowski. Szczyt renesansu w literaturze polskiej). Zajmowali go też Mikołaj Rej i Szymon Szymonowic. Z badań nad epoką wyrósł obszerny zbiór studiów Europejskość i polskość literatury naszego renesansu oraz synteza Literatura renesansu w Polsce.
Szczególnie odkrywcze były badania Pelca nad barokiem. Przywołał z zapomnienia twórczość Zbigniewa Morsztyna, poświęcając mu, po latach ustaleń archiwalnych i filologicznych, dwie książki: obszerną pracę habilitacyjną Zbigniew Morsztyn, arianin i poeta oraz monografię ukazującą poetę na tle epoki. Praca ta (w tym nad Morsztynowym cyklem Emblemata) zaprowadziła Janusza Pelca w stronę badań nad fenomenem emblematu jako gatunku oraz nad barokową wspólnotą literatury i sztuk plastycznych, rozpatrywaną na tle wielowiekowej refleksji estetycznej o powinowactwie sztuk. Z dociekań tych wyrosła nowatorska w wymiarze europejskim książka Obraz – słowo – znak, po latach przetworzona i rozbudowana przez autora do rozmiarów syntezy Słowo i obraz. Uwieńczeniem badań nad epoką była synteza Barok – epoka przeciwieństw.
Janusz Pelc był też pomysłodawcą i redaktorem naczelnym interdyscyplinarnego czasopisma naukowego – półrocznika „Barok”, który powstał w 1994 jako efekt wieloletniego zainteresowania epoką i zyskał rozgłos międzynarodowy.
Równolegle do studiów analitycznych Pelc prowadził prace edytorskie. Dla serii „Biblioteka Narodowa” przygotował wydania autorów renesansu – Jana Kochanowskiego (Fraszki, 1957 i wznowienia; Treny, 1969 i liczne wznowienia) i Szymona Szymonowica (Sielanki, 1964 i wznowienie). Wydał też w BN barokowego Zbigniewa Morsztyna (Wybór wierszy, 1975). Osobno przygotował (wraz z żoną Pauliną Buchwald-Pelcową) pierwszą pełną – zawierającą ilustracje – edycję Emblematów Morsztynowych (2001). Prace edytorskie Pelca cechuje precyzja w zakresie ustalania tekstu oraz kształtowania komentarza.
Wśród wypromowanych przez niego doktorów znaleźli się: Zygmunt Kubiak, Magdalena Piskała, Jacek Głażewski.

## Najważniejsze prace
- Jan Kochanowski w tradycjach literatury polskiej (od XVI do połowy XVIII w.). Warszawa, PIW, 1965 – rozprawa doktorska
- Zbigniew Morsztyn, arianin i poeta. Wrocław, Ossolineum, 1966 – praca habilitacyjna
- „Treny” Jana Kochanowskiego. Warszawa, Czytelnik, 1972
- Zbigniew Morsztyn na tle poezji polskiej XVII w. Warszawa, Wiedza Powszechna, 1973
- Obraz – słowo – znak. Studium o emblematach w literaturze staropolskiej. Wrocław, Ossolineum, 1973
- Jan Kochanowski. Szczyt renesansu w literaturze polskiej. Warszawa, PWN, 1980 (i wznowienia pod tytułem: Kochanowski. Szczyt renesansu w literaturze polskiej)
- Europejskość i polskość literatury naszego renesansu. Warszawa, Czytelnik, 1984
- Barok – epoka przeciwieństw. Warszawa, Wydawnictwo Naukowe Semper, 1993
- Literatura renesansu w Polsce. Warszawa, Wydawnictwo Naukowe Semper, 1994
- Słowo i obraz. Na pograniczu literatury i sztuk plastycznych. Kraków, Universitas, 2002

## Opracowania na temat uczonego
- Antoni Czyż, Ewa Ressel: Bibliografia prac Profesora Janusza Pelca za lata 1952–1992. W zbiorze: Necessitas et ars. Studia staropolskie dedykowane Januszowi Pelcowi. Red.: Barbara Otwinowska, Alina Nowicka-Jeżowa, Jerzy Kowalczyk, Adam Karpiński. Warszawa 1993, tom I
- Magdalena Nawrocka-Berg: Bibliografia prac Profesora Janusza Pelca za lata 1993–2004. W zbiorze: Corona scientiarum. Studia z literatury i kultury nowożytnej ofiarowane Profesorowi Januszowi Pelcowi. Red.: Juliusz Chrościcki, Marek Prejs, Krzysztof Mrowcewicz, Jacek Głażewski. Warszawa 2004